# Executive search
La locuzione executive search, nell'ambito delle risorse umane, indica il processo di ricerca diretta e selezione del personale mirato a trovare i manager più adatti a ricoprire posizioni dirigenziali all'interno di aziende e organizzazioni.
L'attività di Executive Search può essere portata avanti dal consiglio di amministrazione di un'azienda o istituzione, da altri dirigenti all'interno dell'organizzazione stessa o da una società esterna composta da professionisti dell'Executive Search (in gergo colloquiale, “cacciatori di teste”).

## La professione Executive Search
I principali motivi per cui un'azienda si rivolge a una società di consulenza si possono identificare nel risparmio del tempo e lavoro necessari per l'identificazione e la valutazione del livello di corrispondenza dei candidati rispetto all'esigenza di reclutamento, nonché nelle maggiori garanzie di obiettività proprie di una consulenza esterna.
Il servizio di consulenza è quindi retribuito dall'azienda cliente e mai dal candidato prescelto. I potenziali candidati sono identificati, valutati e presentati al cliente sulla base della corrispondenza ad un profilo professionale congiuntamente sviluppato e definito, verbalmente o per iscritto, da società di consulenza e azienda cliente.
Di norma, i candidati non sono attivamente alla ricerca di lavoro: è compito del consulente contattarli e presentare loro una proposta, nell'ottica di portarli a valutare la nuova opportunità professionale ed eventualmente accettare la proposta dell'azienda committente, spesso concorrente all'interno dello stesso settore o di un settore vicino. Proprio per questo, è importante che la consulenza possa vantare una profonda conoscenza di uno specifico settore di mercato, all'interno del quale, attraverso network di contatti personali e professionali, vengono rintracciati i candidati per una determinata posizione. 
Le più comuni metodologie di identificazione di potenziali candidati comprendono infatti contatti telefonici in seguito a segnalazioni di persone del settore o di altri candidati non interessati in quel momento a procedere nella selezione. Data la cruciale importanza dei network, le società di consulenza si impegnano molto a coltivare e aggiornare la propria rete di contatti, in modo da trovarsi sempre pronte all'assegnazione di un incarico.

## Società di Executive Search
Le società di Executive Search si distinguono in due tipologie:
- retainer, cioè a onorario fisso o stabilito in percentuale sulla base del pacchetto retributivo previsto per la posizione ricercata, dovuto per la prestazione della consulenza e indipendentemente dall'effettivo inserimento di un candidato in azienda;
- contingency, cioè “ricerca a successo”, con onorario subordinato al successo dell'incarico.

Le società che operano su base retainer vengono incaricate dalle aziende di identificare il candidato più adatto ad occupare una specifica posizione; normalmente questo accade per posizioni senior per le quali esiste un ristretto e qualificato numero di candidati idonei di alto livello da contattare in modo riservato, come ad esempio ruoli di Presidente, Vice Presidente, Direttore Generale o Senior Manager.
Esistono varie società che operano in diversi settori industriali (le cosiddette società generaliste) così come altre specializzate in determinati settori (ad esempio farmaceutico o informatico) o funzioni (ad esempio Sales & Marketing).
Le società che operano a retainer lavorano di norma in esclusiva: in questo modo, rapportandosi con un unico soggetto, l'azienda cliente può stabilire una relazione di reciproca conoscenza con il consulente, che a sua volta mette a disposizione la propria esperienza e conoscenza del mercato di riferimento.

## Principi etici
La professione Executive Search si basa su una serie di principi etici condivisi e applicati nei confronti di clienti e candidati. 
Un requisito essenziale è l'impegno a potenziare la struttura dell'azienda che ha affidato l'incarico, operando in esclusiva e rispettando gli accordi off-limits, che prevedono che una società di consulenza non contatti dipendenti di un attuale cliente per altre ricerche. Tali accordi sono generalmente definiti per iscritto anziché essere considerati prassi standard, in quanto dettagli e condizioni possono variare ed essere soggetti a diversità d'interpretazione. È comunque prassi che un'azienda rimanga off-limits per un anno dal completamento di un incarico. Altro importante principio di riservatezza è costituito dall'impegno a non diffondere informazioni o notizie confidenziali acquisite durante la ricerca, siano esse relative all'azienda cliente o ai candidati contattati
I doveri nei confronti dei candidati comprendono invece l'impegno a fornire informazioni corrette e trasparenti, nonché a proteggere la riservatezza dei dati personali diffondendo curriculum e informazioni esclusivamente previa l'autorizzazione degli interessati, anche per ciò che concerne la raccolta di referenze.

## AESC (Association of Executive Search Consultants)
AESC è l'organismo internazionale che rappresenta i professionisti dell'Executive Search. Fondata negli Stati Uniti nel 1959, l'associazione ha oggi la propria sede principale a New York ed una sede europea a Bruxelles, ma organizza una serie di eventi anche a livello locale.
Ad AESC appartengono oltre 270 società, suddivise in tre consigli regionali: Americhe (Stati Uniti, Canada e America Latina), EMEA (Europa, Medio Oriente e Africa) e Asia- Pacifico (la prima società interamente italiana ad entrare nell'associazione è stata Mindoor Executive Search, oggi Boyden Italy). Complessivamente, queste società portano a termine oltre 50.000 incarichi di ricerca ogni anno. All'associazione fanno capo diverse commissioni locali e globali, elette a cadenza annuale, che si occupano di tematiche quali i rapporti con i governi o i principi etici della professione. 
Oltre a promuovere e garantire l'osservanza di standard etici e professionali comuni, AESC si occupa di formazione, divulgazione e tutela degli interessi delle società membro. Nel 2000, AESC ha creato BlueSteps, un servizio online a sottoscrizione mirato a fare da tramite fra candidati e società iscritte.